# 吉川逸治
吉川 逸治（よしかわ いつじ、1908年12月14日 - 2002年12月5日）は、日本の美術史学者。西洋美術史専攻。東京大学名誉教授。従兄は中国文学者の吉川幸次郎。

## 経歴
神奈川県横浜市生まれ。旧制神奈川県立横浜第一中学校、旧制浦和高等学校、東京帝国大学文学部美学美術史学科卒業。矢代幸雄に師事。1933年から1939年までフランスに留学、アンリ・フォシヨンに師事。「サン・サヴァン教会堂のヨハネ黙示録画の研究」でパリ大学より博士号取得。ロマネスク建築・壁画研究を専門とした。
1947年東京芸術大学教授を経て1953年東京大学文学部助教授、1955年教授、1969年定年退官後、大和文華館館長。後に名古屋大学教授、東海大学教授。1974年11月6日紫綬褒章受章。1980年11月3日叙勲三等授旭日中綬章。1982年日本学士院会員。没後、叙正四位、叙勲二等授瑞宝章。

## 人物
多数の西洋美術全集を編集監修した。友人の美術史家に秋山光和、柳宗玄が、弟子に高階秀爾、田中英道、辻佐保子、若桑みどり等がいる。
大岡昇平、中村光夫、福田恆存らの「鉢の木会」に加わり、季刊同人誌『聲』（丸善で10号発行）も編纂した。

## 主な著書
- L'Apocalypse de Saint-Savin, Paris, 1939.
- 「西洋美術史 第3巻 中世の美術」東京堂 1948
- 「近代美術への天才たち」新潮社 1964
- 「ロマネスク美術を索めて」 美術出版社 1979
- 「日本の美術1　日本美術入門」平凡社 第2版1980
- 「サン・サヴァン教会堂のロマネスク壁画」新潮社 1982
- Poèmes (句集, avec un hors-texte inédit de Pierre Soulages）, Méridianes éditions, Montpellier, 2022

## 主な訳書・共訳
- ウジェーヌ・ダビ 『グレコとベラスケス』筑摩書房 1942
- オザンファン／ル・コルビュジエ『新しき藝術』河出書房 1946、河出新書 1956
  - オザンファン／ジャンヌレ 『近代絵画』 鹿島出版会〈SD選書〉1968、再版1977
- スタンダール 『イタリア絵画史』富永惣一共訳、河出書房 全3巻 1943-48
  - 改訳版『イタリア絵画史』人文書院「全集9」1969、新版1978
- ミッシェル・ラゴン『抽象芸術の冒険』高階秀爾共訳、紀伊國屋書店 1957
- ポール・ヴァレリー『ヴァレリー全集 10　芸術論集』筑摩書房 1968、のち新版

「コローを周りて」、「マネーの勝利」を収録
- ジャン・ユベールほか 『カロリング朝美術　人類の美術9』前川誠郎ほか共訳、新潮社 1973
- ルイ・グロデッキほか『紀元千年のヨーロッパ　人類の美術10』柳宗玄と共訳、新潮社 1976

## 論文
- 吉川逸治